# François-Jean Lepescheux
François-Jean Lepescheux (13 novembre 1766, Mayenne - 30 décembre 1837, Mayenne), est un homme politique français.

## Biographie
François-Jean Lepescheux est le fils du notaire François-Jean Le Pescheux et de Thérèse Le Breton. Marié à Marie Marguerite Goyet de Launay, il est l'arrière grand-père de Catherine d'Aliney d'Elva.
Il fut, de l'an IV à l'an VII, commissaire du directoire exécutif près l'administration municipale de Mayenne, puis membre de l'administration centrale du département jusqu'à l'organisation des préfectures. il devint contrôleur des contributions directes à Mayenne, de l'an VIII à 1823. Il est désigné comme un des Grands notables du Premier Empire du département de la Mayenne.
Il est élu aux Élections législatives de mai 1815, représentant de l'arrondissement de Mayenne à la Chambre des Cent-Jours, par 44 voix (62 votants, 164 inscrits), contre 8 à M. Cheminant, il se fit peu remarquer durant cette courte législature.
Il reparut à la Chambre, à la suite des élections législatives de 1819, comme député de la Mayenne, élu au collège de département, par 615 voix (970 votants, 1,367 inscrits). Il vota avec l'opposition constitutionnelle, notamment en 1820, contre les lois d'exception, et, avec les 95, contre le nouveau système électoral; il quitta la Chambre au renouvellement de 1824.
Il perdit son emploi de contrôleur sous le Ministère Joseph de Villèle (1823). Il fut ensuite nommé, le 12 août 1830 par le gouvernement de la Monarchie de Juillet, sous-préfet de Mayenne, où il est mort en fonctions, le 30 décembre 1837.

## Sources
- « François-Jean Lepescheux », dans Adolphe Robert et Gaston Cougny, Dictionnaire des parlementaires français, Edgar Bourloton, 1889-1891 [détail de l’édition]
- « François-Jean Lepescheux », dans Alphonse-Victor Angot et Ferdinand Gaugain, Dictionnaire historique, topographique et biographique de la Mayenne, Laval, A. Goupil, 1900-1910 [détail des éditions] (BNF 34106789, présentation en ligne), t. II, Article Le Pescheux
- Archives départementales de la Mayenne, M : personnel.